# Puffin Picture Books

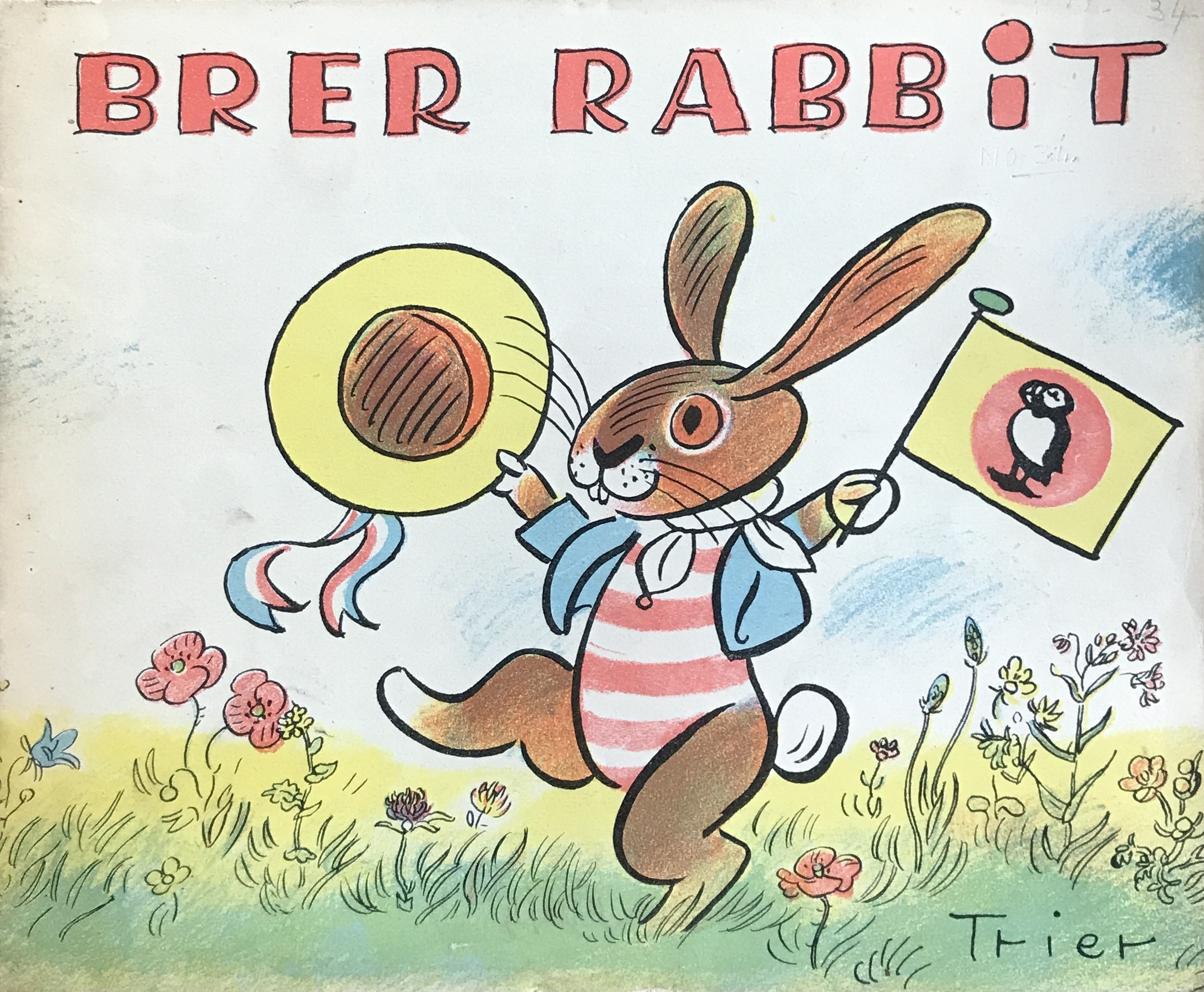
PP34: Brer Rabbit, Zeichner: Walter Trier (1. Umschlagseite)

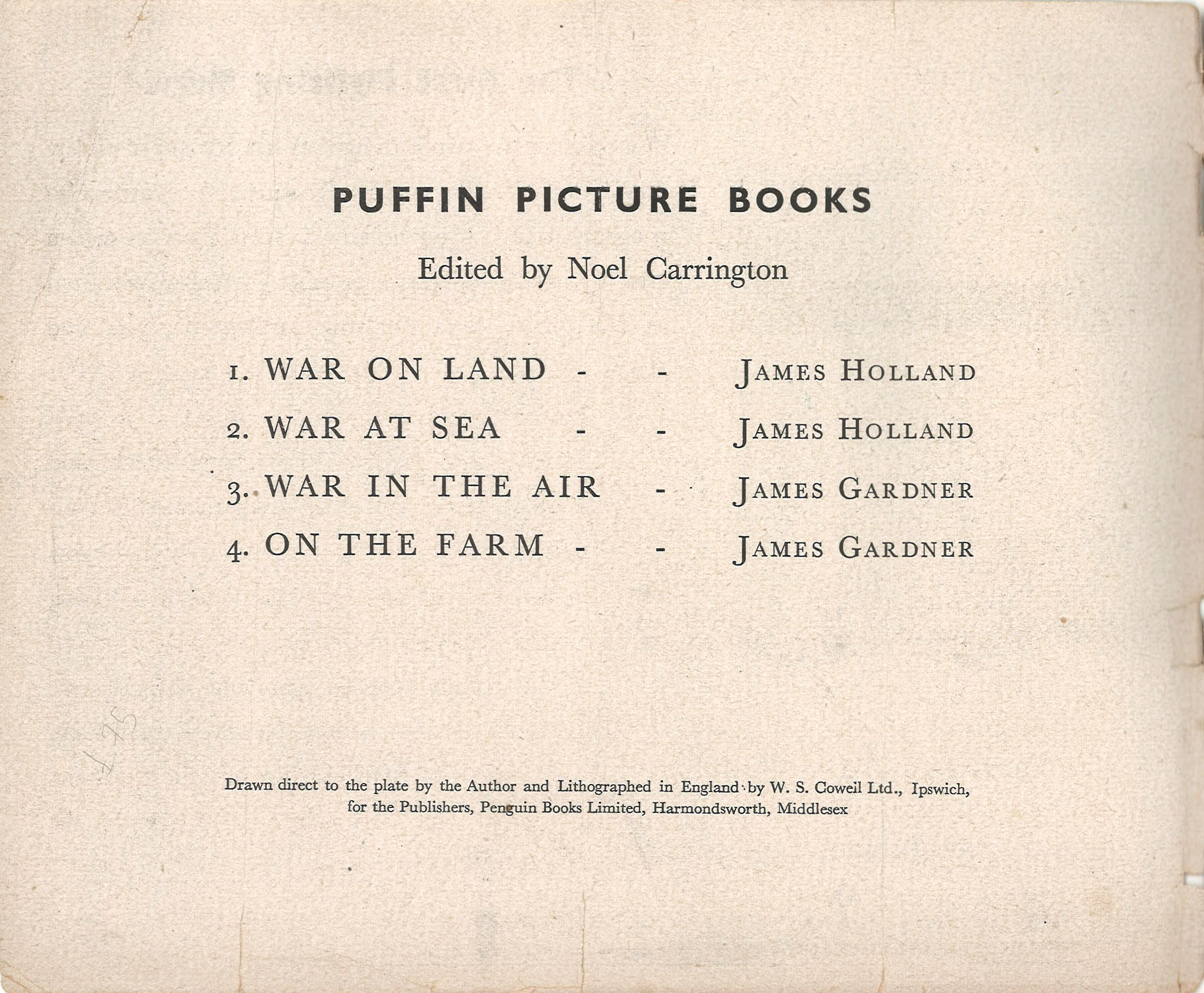
Liste der ersten vier Puffin Picture Books (Holland: War at Sea (Seekrieg, PP2), S. 2)

Puffin Picture Books (Papageientaucher-Bilderbücher) ist eine englischsprachige, stets mit Illustrationen ausgestattete Buchreihe für Kinder, die bis zur Nummer 120 zwischen 1940 und 1965 im Verlag Penguin Books erschien. Ergänzend zur Hauptreihe wurden noch 10 Puffin Cut-Out Books und für kleinere Kinder 9 Baby Puffins herausgegeben. In späteren Jahren folgten noch inhaltlich ähnlich gestaltete Remakes der Reihe.

## Editionsgeschichte
- Anregungen zur Reihe und ihr Beginn im Zweiten Weltkrieg

Die Buchreihe (Abkürzung: PP) wurde von Noel Carrington herausgegeben. Dazu war er zum einen schon Ende 1933 aufgrund einer Sammlung sowjetischer Kinderbücher aus den 1920er Jahren angeregt worden, die ihm von der englischen Künstlerin Pearl Binder vorgelegt worden war, nachdem sie von einem Aufenthalt in der UdSSR als „Artist in Residence“ zurückgekehrt war. Carrington war beeindruckt von der Gestaltung der Bücher, die in großen Auflagen Wissen über die Funktionsweise von Dingen und Einrichtungen des alltäglichen Lebens unter den Kindern verbreiten sollten. Unter den Illustratoren waren u. a. Wladimir Wassiljewitsch Lebedew (Gestern und Heute, 1925), Jewgeni Tscharuschin (Verschiedene Tiere, 1929) oder Michail Zechanowski (Post – Autor war S. Marschak, 1928). 
Zum anderen inspirierten ihn ebenso stark Kinderbuchreihen, die in Frankreich in den 1930er Jahren erschienen waren und dabei zu einem guten Teil von emigrierten russischen Künstlern profitieren konnten. Hier sind zunächst die vom Verlag Flammarion 1931 gestarteten Alben um „Père Castor“ zu nennen. Sie waren zunächst von Nathalie Parain, die sich stilistisch auf den Konstruktivismus des Bauhauses und der Moskauer WChUTEMAS bezog, später u. a. auch von den aus Russland emigrierten Künstlern F. Rojankovsky und I. Bilibin oder der Ukrainerin Alexandra Exter illustriert worden. Weiter gab Gallimard ab 1934 von Marcel Aymé die Reihe Les contes du chat perché (Der Märchenkater erzählt) heraus. Schließlich war Carrington auch von den Geschichten um Babar den Elefanten (1931 bis 1941) von Jean de Brunhoff stark beeindruckt. Immer mehr verfestigte sich bei ihm die Idee, eine vergleichbare Reihe auch für die Kinder in Großbritannien zu gestalten.
Nach einer ersten Besprechung im Jahre 1938 mit Allen Lane, dem Verleger von Penguin Books, den er für die Veröffentlichung der Reihe gewinnen wollte, war das Projekt verlagsseitig zunächst auf Eis gelegt worden. Die wirtschaftlichen Unwägbarkeiten der damals im Zusammenhang mit dem Münchner Abkommen extrem angespannten politischen Lage in Europa waren einfach zu groß. Mit dem Kriegsausbruch und der Bombardierung englischer Städte durch Nazideutschland ab Sommer 1940 hatte sich die Situation radikal verändert. Das Interesse des Verlegers bestand nunmehr darin, den kriegsbedingt auf das Land evakuierten englischen Kindern zur Aufmunterung und Vermittlung von Wissen über die neue Umgebung Bücher an die Hand zu geben, die insbesondere landwirtschaftliche und naturgeschichtliche Themen behandelten. Hierzu kam er zurück auf das zunächst aufgeschobene Projekt Carringtons und forcierte nunmehr den Start der Reihe, die die erste für Kinder bestimmte im Verlagsprogramm sein würde. Trotzdem verzögerte sich das Erscheinen der ersten Reihenbände durch Papierbeschränkungen, Preissteigerungen und Bombardierungen von Zulieferfirmen, was stets Gegenmaßnahmen erforderte, immer mehr – sie konnten aber noch rechtzeitig für das Weihnachtsgeschäft 1940 an den Handel ausgeliefert werden. Angesichts der Dominanz der Kriegsereignisse im öffentlichen Leben, was alle englischen Kinder unmittelbar vor Augen hatten, thematisierten die ersten drei Bände (PP1 bis PP3) den Krieg selbst und widmete sich erst der vierte Band dem Leben auf einer Farm (On the Farm); insgesamt stand die erste Folge also unter dem Motto „Krieg und Leben auf einer Farm“. Illustratoren waren James Holland (PP1 War on Land, PP2 War at Sea) und James Gardner (PP3 War in the Air, PP4 On the Farm).
- Weitere Entwicklung der Reihe bis zur Einstellung

Noch in den Kriegsjahren erlebte die Reihe einen raschen Aufschwung, obgleich die nächsten Bände erst ein Jahr später erscheinen konnten. 1945 war bereits die Nummer PP49 (Peggy Hart: The Magic of Coal) erreicht. In den 1950er Jahren behauptete sich die Reihe mit immer neuen Titeln und auch vielen Nachauflagen am Markt. Sogar in den schulischen Unterricht wurden viele Bände aufgrund ihrer Anschaulichkeit einbezogen, was auch Nachfrage sicherte. Fünfzehn Jahre seit Reihenbeginn erschien mit The Yuletide Cottage (Das Weihnachtshaus) die Nummer PP107. Zwar klaffte hier noch eine Lücke von drei vorangegangenen Nummern, sie wurde aber in den Folgejahren schnell geschlossen.

Gegen Ende der Dekade ließen allerdings die Verkaufszahlen mehr und mehr zu wünschen übrig. Die Entscheidung Lanes, die Reihe 1965 schließlich einzustellen, hatte aber mehrere Ursachen. Aufgrund ihres Querformats war es für Buchhändler schon immer nicht so einfach gewesen, diese in den Geschäften verkaufsfördernd zu präsentieren. Ganz besonders zeigte sich dies bei den Ausschneidebänden. Hier kam es schnell zum Herausfallen von vorgestanzten Teilen, wenn die Bücher beim Anschauen im Laden in etwas robustere Kinderhände kamen. Auch hatte Carrington 1956 seinen Ruhestand angetreten, womit sein anhaltendes Engagement der Reihe nun fehlte – so verteilten sich auf die letzten zehn Reihenjahre nur noch 13 Nummern. Schließlich hatte nicht zuletzt das Fernsehen mit den weitaus vielfältigeren Möglichkeiten, Themen attraktiv und anschaulich bearbeiten zu können, der Reihe immer mehr Konkurrenz bei ihren Lesern im Kindesalter gemacht.
- Life Histories (PP116)

Der mit der Erstellung der Druckvorlagen für den Band beauftragte Autor Paxton Chadwick (1903–1961) konnte diese Arbeit vor seinem Tod nicht mehr vollenden. Zwar gelang dies dann Sheila Fisher, die bei früheren Aufträgen mit Chadwick zusammengearbeitet hatte und deshalb seine Arbeitsmethoden und Intentionen kannte. Aber die Puffin-Herausgeberin Kaye Webb versuchte bis in die späten 1970er Jahre vergeblich, das Projekt umzusetzen – die Reihennumerierung behielt ihre Vakanz, denn die Nummer 116 wurde auch mit keinem anderen Band belegt. Erst der Sammlergemeinde, der Penguin Collectors Society, gelang es mit Genehmigung des Penguin Verlags zur Namensverwendung, die bei der Witwe des Illustrators, Lee Chadwick, vorhandenen Platten und Texte in ein gedrucktes Buch zu verwandeln. Es erschien 1996 in einer Auflage von 1.000 Exemplaren, versehen mit einem formatgleichen 12-seitigen Booklet zur Editionsgeschichte des Buchs.

## Ausstattung, Auflagen und Verkaufspreis
- Format

Die Bände umfassten einschließlich des Covers 32 Seiten, maßen 181 × 222 mm und entsprachen größenmäßig damit genau zwei nebeneinander gelegten Penguin-Broschüren.
- Druck

Der Druck erfolgte zunächst von Zinklithoplatten, auf die der Illustrator direkt seine Zeichnungen aufbrachte (Autolithographie). Diese Platten wurden auf Maschinenplatten übertragen, von denen im Offsetlithographieverfahren gedruckt wurde. Später kamen auch andere Druckverfahren hinzu.
- Einbandgestaltung

Die farbig illustrierten Papiereinbände - es gab auch einzelne Bände im Pappeinband, und die Erstauflage von PP115 Butterflies (1961) erschien nur im laminierten Pappband - waren nur teilweise die Bandnummer oder Verkaufspreise angegeben. Als Reihensymbol schmückte aber stets ein Papageientaucher (engl. Puffin) mit, je nach Gestalter, unterschiedlichem Federkleid den Band. Die Farbe des kreisrunden Felds, in dem er steht, variierte farblich. Sein Blick ist heraldisch zumeist nach rechts gerichtet, es kommen aber auch nach links blickende Exemplare vor (zum Beispiel PP38 – About a Motor Car, PP87 – Early Man, PP108 - Churches and Cathedrals). Wohl dem britischen Humor des Illustrators ist die Gestaltung bei PP101 (Bauten des Alten Ägypten) geschuldet, wo Richard Leacroft dem Vogel eine altägyptische Haartracht aufsetzte. Pate stand möglicherweise der Titel aus der Penguin-Reihe King Penguin Books „English Ballet“ (K 20; 1944), bei dem der Reihensymbol-Pinguin ein Tutu trägt und eine Tanzpose einnimmt. Nicht selten sind auf dem Frontcover Abbildungen von bekannten Gegenständen der Industrie- oder der Kunstgeschichte zu finden, wie bei PP10 Stevensons Dampflokomotive Rocket (1829) und die Dampflokomotive Nr. 6620 der LMS Coronation-Klasse (1937), PP11 das Passagierschiff Stockholm (1948) und PP86 das Flugboot Saunders-Roe Princess 45 (1952) sowie PP108 die Kathedrale von Coventry.
- Illustrationen

Aus Kostengründen war nur die Hälfte der Seiten mit Illustrationen in Farbe versehen, die andere blieb dagegen schwarz/weiß. Lediglich PP57, Woodworking for Children (Holzarbeiten für Kinder), blieb ohne Kolorierung.
- Auflagenhöhe und Folgeauflagen

Aufgrund von Papierkontigentierungen lagen die Auflagen der ersten vier Bände zwischen 20.000 und 50.000 Exemplaren, wobei genaue Verlagsaufzeihnungen fehlen. Der Bestseller der Reihe war wohl der 1941 – allerdings mit offizieller Unterstützung des britischen Informationsministeriums – erschienene Band The Battle of Britain (PP21, Illustrationen: James Gardner, Text: David Garnett) mit 4.800.000 Exemplaren; er wurde zu Propagandazwecken in 26 Sprachen übersetzt. Üblicherweise sollten pro Titel 50.000 Exemplare verkauft werden, um die knapp kalkulierten Kosten und einen Verlagsgewinn zu erwirtschaften. Inwieweit dies bei allen Titeln, die teilweise keine Nachauflagen hatten, gelang, lässt sich mangels publizierter Verkaufszahlen nicht einschätzen.
- Verkaufspreise

Die ersten Ausgaben kosteten genauso wie die normalen Text-Penguin-Paperbacks der Hauptreihe Sixpence. Ab 1. Januar 1946 stieg der Ladenpreis aller Ausgaben auf zunächst 1 Schilling, bis er zuletzt bei dem im März 1965 erschienenen Band PP120 Seashore Life (Tierleben am Strand) 5 Shilling erreicht hatte. Zu diesem Preis war allerdings auch schon 1962 PP118 Historic Houses of Great Britain verkauft worden. Der laminierte Pappband PP115 Butterflies (Schmetterlinge) wurde 1961 sogar für 7 Shilling 6 Pence (7/6) abgegeben. Auch die im Pappband angebotenen Titel wurden etwas teurer verkauft. 
Bei Titeln mit mehreren Auflagen über eine sehr lange Laufzeit stiegen allmählich die Verkaufspreise. So bei PP102 The Human Body (Der menschliche Körper, 16. Auflage) oder PP117 The Puffinbook of Lettering (Das Puffinbuch der Buchstaben, 11. Auflage); sie wurden 1983 für 1,50 £ bzw. 1981 für 95 neue Pence auf den Markt gebracht.
 Teilweise trugen die Hefte eine eingedruckte Preisangabe. Bei durchgeführten Preiserhöhungen wurden ältere Lagertitel an dieser Stelle mit einem runden oder rechteckigen Preisaufkleber versehen, andere erhielten teilweise einen eingeklebten Hinweiszettel „PRICE ALTERATION“, mit dem der neue, von der Inhaltsangabe abweichende Preis mitgeteilt wurde.

## Themen
Die von der Reihe bedienten Themen sind sehr breit gefächert. Sie umfassen historische, naturwissenschaftliche und technik- und alltagsbezogene Abhandlungen, bieten den jugendlichen Lesern aber auch mehrere Titel zum Selbstbasteln an.
- Zweiter Weltkrieg

Nur den Zeitumständen geschuldet waren die sechs frühen Kriegs-Bände, darunter auch die ersten drei Reihentitel zur Kriegführung zu Lande, zu Wasser und in der Luft. Neben den schon genannten gab es noch PP8 Great Deeds of the War (Große Kriegstaten) von Roland Davis und PP21 The Battle of Britain (Die Schlacht um Großbritannien) von David Garnett.
- Technik

In der Reihe gibt es mehrere Bände zur Technik bei Transportmitteln, wie W.J. Bassett-Lowke/F.E. Cortney A Book of Trains (PP10, 1941), Laurence Dunn/A.C. und M.J. Hardy A Book of Ships (PP11, 1941), Phyllis Ladyman About a Motor Car (PP38, 1946) und John Stroud Airliners (PP86, 1949).
- Flora und Fauna

Breiten Raum nehmen Bände zur britischen und internationalen Tier- und Pflanzenwelt ein. Beispielhaft seinen zur allgemeinen Fauna genannt: Anrid Johnston Animals of India (PP18, 1942), Richard Chopping Butterflies in Britain (PP29, 1943) und Maurice Wilson Dogs (PP56, 1946). Dem in Großbritannien sehr weit verbreiteten Interesse für Ornithologie erweisen u. a. James Fisher/P.F. Millard Birds of the Village (PP20, 1944), C.F. Tunnicliffe Birds of the Estuary (Vögel an Flussmündungen – PP90, 1952) und E.A.R. Ennion Bird Study in an Garden (PP106, 1958) Reverenz. Der Flora widmen sich u. a. die Autoren S.R. Badmin Trees in Britain (PP31, 1943), Isabel Alexander The Story of Plant Life (PP58, 1946) und Paxton Chadwick Wild Flowers (PP81, 1949).
- Landleben

Der Darstellung des Landlebens verpflichten sich neben dem o. g. PP4 On the Farm die Bände von Margaret Scott-Brown/Leo P. Dowd Country Holiday (Ferien auf dem Lande – PP33, 1944), M. und A. Potter A History of Countryside (PP37, 1944) und G. Stapledon/S.R. Badmin Farm crops in Britain (Landwirtschaftliche Nutzpflanzen in Großbritannien – PP98, 1955).
- Historie

Geschichtliches Interesse der Kinder sollte mit den Büchern von R.B. Sergeant/Edward Bawden The Arabs (PP61, 1947), Helen u. Richard Leacroft The Building of Ancient Egypt (PP101, 1954), Patrick Nicolle A Book of Armour (PP97, 1954) und Tsui Chi/Carolin Jackson The Story of China (PP47, 1945) geweckt werden.
- Alltagsleben und Industrie

Weitere Bände waren u. a. dem menschlichen Körper (PP102), der Astronomie (PP92), Landkarten (PP67), Briefmarken (PP69), dem Druckwesen (PP70), der Eisen- und Kohle- sowie der Tee- und Baumwollverarbeitung (PP79, PP49, PP72, PP99) gewidmet.
- Illustrierte Geschichten

Schließlich nahmen zu Beginn auch noch illustrierte Geschichten einen breiten Raum im Reihenprogramm ein. Hier können insbesondere genannt werden: Phyllis Ginger Alexander the Circus Pony (PP24, 1943), die beiden Katzengeschichten von Kathleen Hale Orlando's Evening Out (PP14, 1941) und Orlando's Home Life (PP26, 1942), Joel Chandler/Walter Trier Brer Rabbit (PP34, 1945) und Chiang Yee The Story of Ming (PP36, 1944).

## Puffin Cut-Out Books
Zumeist in leicht vergrößertem Format erschienen von 1947 (PC1-3) bis 1953 (PC11) – die Nummer PC6 wurde nicht ausgegeben und PC7 zweimal – 10 Puffin Cut-Out Books (Ausschneide-Ausgaben) in einer gesonderten Unterreihe neben mehreren Ausschneide-Bänden in der Hauptreihe, wie z. B. von W.S. Cowell Make Your Own Zoo (PP40, 1945) und Make Your Own Farm (PP41, 1945) sowie von R.B. Talbot Kelly Paperbirds (Papiervögel - PP52, 1947).
 Sechs Bände erschienen in 2 Sets. Sie boten einmal die Möglichkeit, sich ein Dorf in den Cotswolds mit Papierhäusern, die zusammengesteckt und nicht geklebt wurden, zusammenzustellen (PC1-3, Auflage: 50.000 Ex.). Ähnlich waren die 3 Bände A Half-Timbered Village (PC7a-9) gestaltet, bei dem ein Dorf aus Fachwerkhäusern aufgebaut werden sollte. Anlässlich des Festivals of Britain von 1951 entwarf der englische Künstler Rowland Emett eine Festival-Bahn (Far Tottering and Oyster Creek Branch Railway). Diese Idee wurde mit dem Cut-Out-Band PC7 The Emett Festival Railway aufgegriffen.

## Angekündigte, aber nicht erschienene Titel
Unter anderen wurden in den Titelaufstellungen in den Heften angekündigt und sind dann nicht erschienen:
- PP12, Roland Davies[1]: Wavell in the Western Desert; stattdessen kam: A Book of Rigmaroles or Jingle Rhymes von Enid Marx (1946)

## Baby Puffin Books

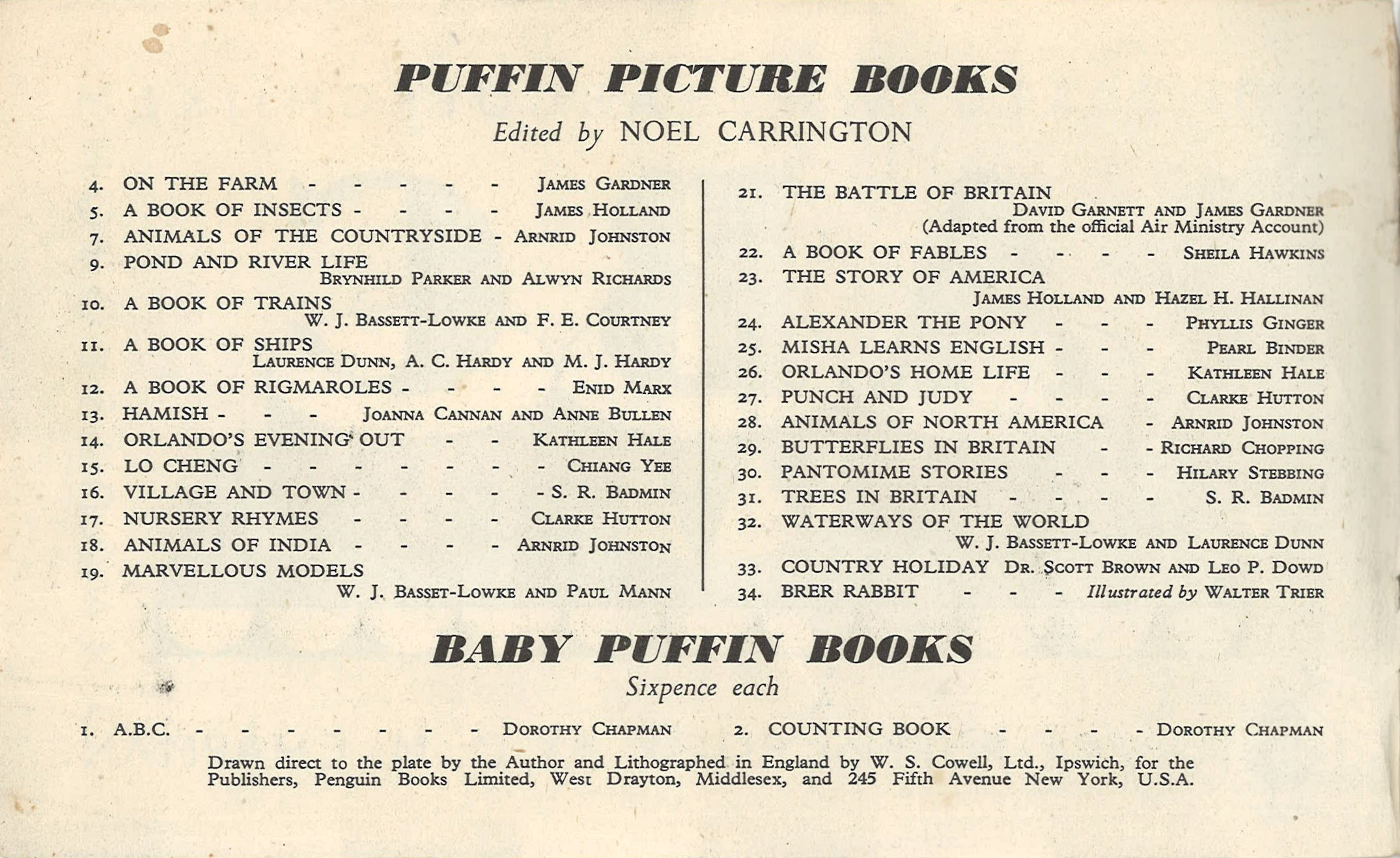
Liste der ersten zwei Baby Puffins (Chapman: A.B.C. (BP1), S. 2, unten)

Auch dieser Ableger der Hauptreihe folgte einer Idee Carringtons, der nach der Etablierung der Puffin Picture Books auf dem Markt über eine vergleichbare Reihe für die ganz Kleinen nachgedacht hatte. Die von 1943 bis 1953 zum Preis von Sixpence erschienenen 9 Titel wurden auch im Verfahren der Autolithographie hergestellt. Sie waren nur halb so groß wie die Puffin Picture Books (7 × 4¼" = 17,78 × 10,8 cm) und lagen in sechs Hoch- und drei Querformaten vor. Bei insgesamt 4 Ausgaben, dem Zyklus The Holiday Train (BP5, 6 und 9) und Heads, Bodies & Legs (BP7) von Denis Wirth-Miller mit Illustrationen von Richard Chopping, erfolgte im Gegensatz zum großformatigen Vorbild eine durchgängige Kolorierung der Zeichnungen, zum Teil aber nur im Dreifarbdruck anstelle des sonst bei den Puffin-Bilderheften verwendeten Vierfarbdrucks.

Die ersten beiden gleichzeitig im November 1943 erschienenen Büchlein (BP1 und BP2), A. B. C. - eine Art Fibel - und das Zählbuch 1, 2, 3, zeichnete und textete Dorothy Chapman. Die innovativ und witzig gestalteten Bändchen  wurden unter anderen von der National Book League sehr gelobt und 1944 in einer Wanderausstellung in den USA „Books Across the Sea“ unter den besten englischen Kinderbüchern mit ausgestellt; die Verkaufszahlen waren jedoch ernüchternd. Ein Jahr später legte dann John Harwood mit Puffin Rhymes (BP3) und The Old Woman and Her Pig (BP4: Die alte Frau und ihr Schwein) ebenfalls zwei Titel in der Reihe vor. Das letzte Baby Puffin Book, The  Holiday Train Goes to the Moon (BP9), erschien im April 1948 und gehörte zu einem 3-bändigen, von Peter Heaton gestalteten Zyklus um die Abenteuer einer feuerwehrroten Dampflokomotive, die an einem englischen Marktflecken nicht weit von der Küste ihr Zuhause hatte und einem Ferienzug zu einem Seebad (BP5: The Holiday Train) vorgespannt war; BP9 war dann als einziges Baby Puffin mindestens noch bis 1962 beim Verlag lieferbar. Obwohl Heaton nachdrücklich bei Lane wegen einer Fortsetzung dieser Eisenbahn-Geschichten, die mit einer Schiffsreise auch nach Amerika (BP6) führte, vorstellig wurde und dabei neben inhaltlichen Ideen sogar die Initiierung eines Holiday Train-Fanclubs ins Gespräch brachte, lehnte der Verleger dies alles ab. Die von ihm verordnete grundsätzliche Ausrichtung der Puffin Picture-Reihe auf Sachbuchinhalte bedingte auch das frühe Ende der Baby Puffins. Über die Auflagenhöhe der 5 Kriegsausgaben herrscht Ungewissheit. Aber Peter Heatons Dobbish: The Paper Horse (BP8: Das Papierpferd) von 1946 brachte es auf immerhin 63.250 Exemplare.

## Reihenwerbung und Verzeichnisse
Das Angebot lieferbarer Bände präsentierte der Verlag vor allem in der Reihe selbst durch zumeist auf der 2. Seite eingedruckte Aufstellungen. Darüber hinaus wurde auf neue Titel zunächst in der den Käufern kostenlos zugeschickten Verlagswerbung Penguins Progress, deren zweite Serie mit 14 Heften von Juli 1946 bis 1951 erschien und erstmals in der Weihnachtsausgabe 1946 (3. Folge) mit Beispielillustrationen ergänzte Hinweise auf PP-Neuerscheinungen enthielt. Den Buchhändlern wurden Neuerscheinungen zusätzlich mit Monatslisten (Monthly list) angekündigt, die bei Übernahme der Portokosten auch an Privatkunden verschickt wurden.
Im ersten Hauptkatalog des Verlags von 1946, „A complete list of the publications of Penguin Books“ (Harmondsworth 1946), waren alle 58 bis dahin erschienenen Titel der Hauptreihe -  PP1 (War on Land) bis PP58 (The Story of Plant Life) - und 8 Baby Puffins numerisch gelistet. Auch in späteren Classified Lists sind die Puffin Books regelmäßig aufgeführt, allerdings nur noch die lieferbaren in alphabetischer Ordnung.

Speziell für diese Reihe legte der Verlag 1950 wohl einmalig eine sechzehnseitige Broschüre „Puffins Progress“ in Form einer sog. „Classified list“ auf, deren Umschlag 16 Einbandmotive aus der Puffin Picture Book-Reihe schmücken; hier fehlen allerdings die Baby Puffins, während die zwischenzeitlich erschienenen Puffin Cut-Out und Story Books aufgeführt sind.
Darüber hinaus erschienen mehrere Verlagskataloge zum Gesamtangebot der Puffins, in dem die hiesige Reihe mit enthalten war. Darunter zu finden war ein achtteiliges Leporello von Mitte 1950 „Puffins Galore“, dem Ende der 1950er Jahre der Titel „Puffin Books for Children“ (24 S.) folgte. Mitte der 1960er Jahre erschien „The Puffin Catalogue for Children 1963-1964“ (32 S.) und 1970 der 60-seitige „Complete Puffin Catalogue 1970“, der die lieferbaren Puffins nach Unterreihen gegliedert auflistete. In letzterem waren noch 13 Puffin Picture Books aufgeführt, unter anderen „Historic Houses of Great Britain“ (PP118), „Pond Life“ (PP93) oder „Village and Town“ (PP16), obwohl die letzte und abschließende PP-Neuerscheinung bereits fünf Jahre zurücklag. Die neue Reihe Picture Puffins wies dagegen bereits 22 Titel auf.
Schließlich erfreute der Geburtstagskatalog „Happy Birthday Puffin – 1991 Catalogue – 50 Years“ (88 S.) die kleinen und großen Liebhaber der Reihe.

## Remakes der Reihe im Verlag
- Picture Puffin Books

Diese von Kaye Webb eingeführte Reihe versteht sich teilweise als Fortsetzung der ursprünglichen Reihe, indem sie vor allem deren fiktionalen Zweig fortführt, sie erschien ab Oktober 1968. In den 1980er Jahren wurden verstärkt Titel US-amerikanischen Ursprungs aufgenommen, die wieder dem Sachbuchbereich zuzuordnen sind, wie Donald Crews Truck, School Bus und Freight Train (alle 1985). Ihr Logo lehnt sich an das der PP-Reihe an, indem der Reihenname unmittelbar mit dem namengebenden Puffin optisch verbunden ist.
- New Puffin Picture Books *

Diese in einem etwas kleinerem Format von 190 × 171 mm produzierten Bände erschienen nur von 1975 bis 1977 und setzten den Sachbuchbereich der PP-Reihe für eine kurze Zeit fort. Mit letzterer lassen sich sehr gut Vergleiche über die seit den 1950er Jahren eingetretene Entwicklung in der Technologie anstellen. Einige ursprüngliche PP-Titel kommen in modernisiertem Gewand und mit nur leicht verändertem Titel erneut daher, wie Build a House (ehem. PP60), Printing a Book (ehem. PP70), On the Seashore (ehem. PP120).
- Practical Puffins

Diese zwischen 1976 und 1980 nach einer Idee des Herausgebers des australischen Zweigs des Penguin-Verlags, John Hooker, erschienene Reihe knüpft an die Idee der PP-Reihe, den Kindern das Verstehen der sie umgebenden Umwelt zu erleichtern an, indem sie sie ermutigt, nun auch selbst Hand anzulegen z. B. bei der Reparatur ihres Fahrrads (Bicycles, 1976), beim Bau von Drachen und Modellflugzeugen (Things to fly, 1980) oder bei der Vorbereitung eines Fests (Feasts, 1980).

## Übernahmen in die Reihe „Harlequin Books“
Lane wollte nach dem Zweiten Weltkrieg die Bände mit Erzählungen aus der Reihe ausgliedern, die nur noch Sachbücher enthalten sollte.  Nach Verhandlungen mit Lane gelang es Carrington für die ausgeschiedenen Titel eine Lizenz für einen einmaligen Reprint zu erhalten. Diese Titel versammelte er unter dem Reihennamen „Harlequin Books“ („HA“). Dabei ergänzte er die beiden Puffin-Titel um den Kater Orlando um drei weitere, vorher nicht in der Hauptreihe erschienene Bände. Insgesamt kamen so fünf Titel (HA7-11) in Auflagen von jeweils 50.000 Exemplaren in den Handel. Von den übrigen Bänden wurden nur halb so hohe Auflagen gedruckt. Auch ein Ausschneidebuch (Make your own Zoo, Teil I, ehem. PP40) wurde hierher übernommen (HC1). Die Harlequin Books, die als Reihenlogo anstelle des Puffins in der Regel ein Harlekin in einem Kreis auf dem Einband zierte, sollten nur 9 Titel erreichen, obwohl ein Dutzend angekündigt war.

## Fremdsprachige Versionen der Reihe
Aufgrund des Erfolgs der Reihe im englischsprachigen Raum wurden in mehreren Ländern Übersetzungen von einigen Titeln in die jeweilige Landessprache veröffentlicht, die zumeist anhand des Originallogos (Puffin im Kreis) als Übersetzungen aus der Puffin-Reihe zu erkennen sind.
- Livros Illustrados Puffin

Trotzdem Portugal im Zweiten Weltkrieg neutral war, erschienen hier nicht später als August 1942 sämtliche oben genannten Titel mit Kriegsthemen (PP1-3, 8 und 21) und der Band Numa Quinta Inglesa (PP4, On the Farm). Während die ersten fünf Titel mit der portugiesischen Reihenbezeichnung „Um livro illustrado Puffin“ und dem titelgebenden Signet versehen waren, trug das letzte Heft (PP21) „Schlacht um Britannien“ nur noch einen Papageientaucher. Es wird vermutet, dass Herstellung und Vertrieb der Hefte in Zusammenarbeit mit dem Ministry of Information (Ministerium für Information) erfolgten. England unterhielt in Lissabon während des Krieges eine offizielle Repräsentanz.
- Collection du Vieux Chamois

Die umfangreichste Übernahme mit insgesamt 16 Titeln erfolgte nach dem Ende des Zweiten Weltkriegs durch das auf Bildungs- und Jugendliteratur spezialisierte Pariser Verlagshaus Fernand Nathan, Éditeur, in die dortige Reihe „Collection du Vieux Chamois“ (Sammlung der Alten Gämse), die auch ein entsprechendes neues Logo mit einer Gämse bekam. Hier dominierten mit neun Heften die Naturthemen. Daneben gab es auch drei Titel mit technikverbundenen Inhalten, wie L'Auto et son Moteur (PP38), Les Bateaux (PP11) und Les Merveilles du Charbon (PP49) sowie vier sonstige Themen. Die Auflage der Broschüren lag bei jeweils 20.000 Exemplaren, und sie wurden von denselben Platten gedruckt wie die englischen Originale. Übrigens war es schon nach Veröffentlichung der ersten Gruppe der Puffin-Reihenbände zu Verhandlungen zwischen dem französischen Verlag und Carrington, der ein Bewunderer französischer Kinderbücher war, gekommen. Sie mussten jedoch nach der Besetzung Frankreichs im Zweiten Weltkrieg durch deutsche Truppen zunächst beendet werden.
- Sonstige Übersetzungen

Nur 2 Einzelhefte wurden in Niederländisch  veröffentlicht. Kinderen te Paard (PP82) war eine in den Niederlanden  vertriebene Ausgabe, bei der der Druck der Illustrationen in England ausgeführt und der Text nachträglich in den Niederlanden eingedruckt wurde. Der Übersetzer Lout de Bruïne brachte durch Fußnoten inhaltlich abweichende Ansichten zum Kinderreiten in den Niederlanden in einigen Fällen zum Ausdruck. Allein das Puffin-Symbol auf dem Vorderdeckel weist das Buch als ursprünglichen Reihentitel aus.
China en de Chinezen (PP47) erschien etwa 1950 in Indonesien. Der Papageientaucher wurde hier durch ein kleines Nagetier ersetzt. Dieser Band erschien auch in Hindi (Cheen ki kahana) und Indonesisch (Tengtang Tiongkok).
Daneben gab es noch weitere Einzelhefte in Marathi (PP36), Hindi (PP47) und Tamil (PP18).

## Reihenarchiv
Unterlagen zur Entwicklung der Reihe, einschließlich von Briefwechseln dazu, befinden sich innerhalb des „Penguin Archive“, das in den Spezialsammlungen der University of Bristol betreut wird. Allan Lane war von dieser Universität 1948 der Titel „Master of Arts“ (M.A.) ehrenhalber verliehen worden.